# Флавиньи-ле-Гранд-э-Борен
Флавиньи́-ле-Гранд-э-Боре́н (фр. Flavigny-le-Grand-et-Beaurain) — коммуна во Франции, находится в регионе Пикардия. Департамент коммуны — Эна. Входит в состав кантона Гиз. Округ коммуны — Вервен.
Код INSEE коммуны — 02313.

## Население
Население коммуны на 2010 год составляло 473 человека.
| 1962 | 1968 | 1975 | 1982 | 1990 | 1999 | 2010 |
| ---- | ---- | ---- | ---- | ---- | ---- | ---- |
| 597  | 563  | 505  | 478  | 466  | 464  | 473  |

## Экономика
В 2010 году среди 302 человек трудоспособного возраста (15—64 лет) 190 были экономически активными, 112 — неактивными (показатель активности — 62,9 %, в 1999 году было 68,2 %). Из 190 активных жителей работали 167 человек (99 мужчин и 68 женщин), безработных было 23 (9 мужчин и 14 женщин). Среди 112 неактивных 22 человека были учениками или студентами, 43 — пенсионерами, 47 были неактивными по другим причинам.